# Nedeljko Čabrinović
 (juillet 2021).
Si vous disposez d'ouvrages ou d'articles de référence ou si vous connaissez des sites web de qualité traitant du thème abordé ici, merci de compléter l'article en donnant les références utiles à sa vérifiabilité et en les liant à la section « Notes et références ».
Nedeljko Čabrinović (en serbe : Недељко Чабриновић) (2 février 1895 - 20 janvier 1916) était un membre de La Main noire, et l'un des sept assassins ayant participé à l'assassinat réussi de François-Ferdinand d'Autriche lors de l'Attentat de Sarajevo.

## Biographie
Né à Sarajevo, Čabrinović fut pendant quelques années bricoleur, avant de partir pour Belgrade et travailler dans une imprimerie, où il deviendra un familier de la littérature anarchiste. En 1912 il rejoint la Main noire. Deux ans plus tard, Dragutin Dimitrijević, leader de la Main noire, ordonna à Čabrinović, Gavrilo Princip et cinq autres conspirateurs l'assassinat de l'archiduc héritier de l'Empire austro-hongrois François-Ferdinand, en leur donnant à chacun un pistolet et deux bombes, ainsi qu'une dose de cyanure, en leur ordonnant de l'ingérer au cas où ils seraient pris.

## L'assassinat
Différentes versions de l'assassinat existent, du fait de la longue période passée depuis les faits.
L'attentat a eu lieu le 28 juin 1914 : le premier assassin Mehmed Mehmedbašić essaya de tirer sur l'archiduc, mais il a été incapable de bien viser. Čabrinović, placé sur le quai en face près du pont Cumurija, lança alors sa bombe à l'intérieur de la voiture officielle dès que l'archiduc tenta de fuir. Un témoin raconta que lorsque l'archiduc vit la bombe approcher, dans le but de protéger sa vie, il fit rebondir la bombe avec son bras. La bombe détruit une voiture voisine, faisant de sérieux dégâts parmi les passagers. Čabrinović a ensuite avalé son cyanure et sauté dans une rivière proche. Mais le cyanure n'était pas pur et l'a seulement rendu malade. Il a été appréhendé par les autorités.
Ironiquement, cet attentat raté a été la cause du véritable assassinat de l'archiduc François-Ferdinand, car celui-ci insista pour visiter à l'hôpital les victimes de la bombe, mais son chauffeur n'ayant pas été averti du changement d'itinéraire dut, sur ordre de l'archiduc, arrêter l'automobile pour entamer une marche arrière et effectuer un virage. 
À proximité se tenait un des comploteurs Princip, qui n'a pas perdu de temps pour tirer, et tuer l'archiduc et sa femme.
Čabrinović confessa ses crimes, persuadé qu'il était un héros serbe et un véritable nationaliste. Puisqu'il était mineur, il n'a pas été exécuté, mais condamné à quinze ans de prison. Il mourut en 1916 de la tuberculose.
Josip Novakovich a écrit les mémoires fictives de Čabrinović, The Stamp, qui a été publié dans Ploughshares en 2002, et inclus à la collection Novakovich, Infidelities: Stories of War and Lust, en 2005.